# Dacne rufifrons
Dacne rufifrons är en skalbaggsart som först beskrevs av Fabricius 1775.  Dacne rufifrons ingår i släktet Dacne, och familjen trädsvampbaggar. Enligt den svenska rödlistan är arten nationellt utdöd i Sverige. . Arten har tidigare förekommit i Götaland men är numera lokalt utdöd. Artens livsmiljö är skogslandskap, jordbrukslandskap.